# Mario Curletto
Mario Curletto (* 13. September 1935 in Livorno; † 22. Dezember 2004 ebenda) war ein italienischer Florettfechter.

## Erfolge
Mario Curletto gewann 1958 in Philadelphia bei den Weltmeisterschaften mit der Mannschaft die Bronzemedaille. Bei den Olympischen Spielen 1960 in Rom erreichte er im Mannschaftswettbewerb ungeschlagen das Finale gegen die Sowjetunion, das die italienische Equipe mit 4:9 verlor. Gemeinsam mit Luigi Carpaneda, Aldo Aureggi, Edoardo Mangiarotti und Alberto Pellegrino erhielt Curletto die Silbermedaille. In der Einzelkonkurrenz schied er in der Viertelfinale aus. 1964 belegte er in Tokio im Einzel den 17. Rang, während er mit der Mannschaft Siebter wurde.